# Palaquium stellatum
Palaquium stellatum är en tvåhjärtbladig växtart som beskrevs av George King och James Sykes Gamble. Palaquium stellatum ingår i släktet Palaquium och familjen Sapotaceae. Inga underarter finns listade i Catalogue of Life.